# Dunlevy (Pennsylvanie)
Dunlevy est un borough situé à l'est du comté de Washington, en Pennsylvanie, aux États-Unis,. En 2010, il comptait une population de 381 habitants, estimée au 1er juillet 2020 à 392 habitants. Le borough est fondé en 1913 et incorporé le 10 novembre 1913.

## Démographie
Lors du recensement de 2010, le borough comptait une population de 381 habitants. Elle est estimée, en 2020, à 392 habitants.